# Венерија (Верчели)
Венерија је насеље у Италији у округу Верчели, региону Пијемонт.
Према процени из 2011. у насељу је живело 68 становника. Насеље се налази на надморској висини од 149 м.